# Pitkas Point
Pitkas Point est une localité d'Alaska aux États-Unis dans la Région de recensement de Wade Hampton. En 2010, il y avait 109 habitants.

## Situation - climat
Elle est située au confluent du fleuve Yukon et de la rivière Andreafsky, à 8 km au nord-ouest de Saint Mary's, sur le delta du Yukon-Kuskokwim à 5 km de l'aéroport de Saint Mary's.
La moyenne des températures est de 28 °C en juillet et de −42 °C en janvier.

## Histoire
Les Eskimos ont été les premiers à occuper les lieux qu'ils avaient appelé "Nigiklik ce qui signifie au nord. Le village a été référencé pour la première fois en 1898. Il a ensuite été appelé du nom d'un trappeur qui avait ouvert un magasin de fournitures générales sous la direction de la Northern Commercial Company.

## Économie
Il n'y a aucun service public, en dehors d'une école. Le ravitaillement de la population vient de Saint Mary's. Les habitants y pratiquent une économie de subsistance à base de chasse, de pêche et de l'élevage des chiens de traîneaux.

## Démographie
| 1940 | 1950 | 1960 | 1970 | 1980 | 1990 | 2000 | 2010 |
| ---- | ---- | ---- | ---- | ---- | ---- | ---- | ---- |
| 50   | 84   | 28   | 70   | 88   | 135  | 125  | 109  |

## Sources et références
- (en) CIS

- (en) Cet article est partiellement ou en totalité issu de l’article de Wikipédia en anglais intitulé « Pitkas Point, Alaska » (voir la liste des auteurs).

1. ↑  « Statistiques des États-Unis - Alaska - Profils des communautés de 2010 » (consulté en novembre 2020)